# 9 хилядолетие пр.н.е.
| 30 | 29 | 28 | 27 | 26 | 25 | 24 | 23 | 22 | 21 | 20 | 19 | 18 | 17 | 16 | 15 | 14 | 13 | 12 | 11 | 10 | 9 | 8 | 7 | 6 | 5 | 4 | 3 | 2 | 1 | пр.н.е. << >> сл.н.е. | 1 (1–1000) | 2 (1001–2000) |

Деветото хилядолетие пр.н.е. (IX) обхваща периода от началото на 9000 г. пр.н.е. до края на 8001 г. пр.н.е.

## Събития
- Световното население през 9 хилядолетие пр.н.е. е около пет до десет милиони хора.[1]
- Развива се аграрната култура в Тел Абу Хурейра на Ефрат (на 120 км източно от Алепо).[2]
- Културите от Гьобекли тепе (Шанлъурфа, провинция в Анатолия, Турция) и Тел Дсчаʿдат ал-Мугхара (близо до Алепо в Северна Сирия).
- Йерихон е по-ранно селище, подобно на град.
- Развиват се вероятно матриархатските общества.

## Изобретения, открития
- Поява на производство на кошници в Близкия изток.